# Brent Scowcroft
Brent Scowcroft (Ogden, 19 maart 1925 – Falls Church, 6 augustus 2020) was een Amerikaans luitenant-generaal in de United States Air Force. Hij diende als adviseur voor verschillende presidenten en was voorzitter van de presidentiële raad voor buitenlandse veiligheid tijdens de regering van George W. Bush.

## Levensloop
Scowcroft behaalde in 1947 zijn bachelorgraad aan de militaire academie West Point en in 1953 zijn mastergraad aan de Columbia-universiteit. Aan deze laatste universiteit behaalde hij in 1967 zijn doctoraat in internationale betrekkingen.
Tijdens zijn loopbaan bekleedde hij verschillende posten bij de Amerikaanse luchtmacht, het Ministerie van Defensie, aan de Amerikaanse luchtvaartacademie en op West Point, en was hij plaatsvervangend luchtmachtattaché op de ambassade van Belgrado in toenmalig Joegoslavië.
Tijdens zijn militaire loopbaan diende hij verder als militair assistent van president Richard Nixon en was hij Nationaal Veiligheidsadviseur van president Gerald Ford. In 1975 bereikte hij de maximumleeftijd voor militairen en verliet hij het leger met de rang van luitenant-generaal.
Zijn burgerlijke loopbaan zette hij voort als voorzitter van de onderneming Kissinger and Associates. Hij was verder oprichter en voorzitter van de denktank The Forum for International Policy en initiatiefnemer van The Scowcroft Group, een firma voor internationaal ondernemingsadvies. Daarnaast nam hij deel aan verschillende adviesorganen op het gebied van internationale strategische studies.
Tijdens het presidentschap van George H.W. Bush diende hij opnieuw als Nationaal Veiligheidsadviseur. In 1999 publiceerde hij samen met Bush het boek A world transformed met zijn memoires over het uiteenvallen van de Sovjet-Unie.
Voor diens zoon, president George W. Bush, was hij van 2001 tot 2005 voorzitter van de presidentiële raad voor buitenlandse veiligheid (President's Foreign Intelligence Advisory Board). Daarna assisteerde hij president Barack Obama bij de samenstelling van diens nationale veiligheidsteam.

## Erkenning

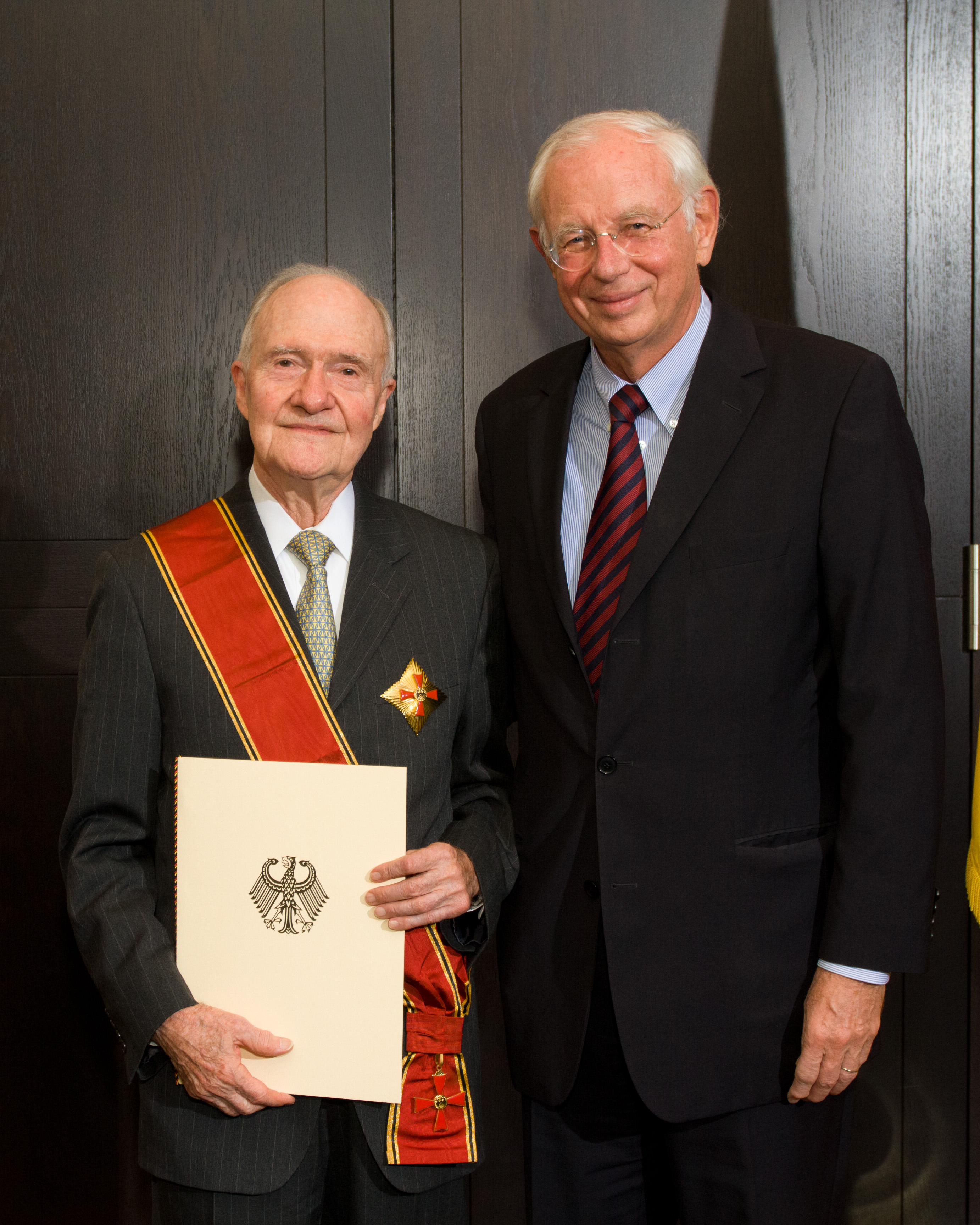
Scowcroft en de Duitse ambassadeur Scharioth tijdens de uitreiking van de Orde van Verdienste

Scowcroft werd meermaals militair onderscheiden, waaronder met de Air Force Distinguished Service Medal en de Air Force Commendation Medal. Verder werd hij opgenomen in het Amerikaanse Legioen van Verdienste.
In 1991 kreeg hij uit handen van Bush senior de Presidential Medal of Freedom en in 1993 werd hij door koningin Elizabeth II onderscheiden in de Orde van het Britse Rijk.
In 2007 ontving hij de Four Freedoms Award voor vrijwaring van vrees. In 2009 ontving hij op voordracht van de Duitse minister van defensie het grootkruis in de Orde van Verdienste van de Bondsrepubliek Duitsland.

## Militaire loopbaan
- Second Lieutenant, United States Air Force: 1947
- First Lieutenant, United States Air Force:
- Captain, United States Air Force:
- Major, United States Air Force:
- Lieutenant Colonel, United States Air Force:
- Colonel, United States Air Force:
- Brigadier General, United States Air Force:
- Major General, United States Air Force:
- Lieutenant General, United States Air Force: 16 augustus 1974

## Decoraties
- Presidential Medal of Freedom in 1991
- Commandeur in de Orde van het Britse Rijk in 1993
- Grote Kruis van Verdienste met Ster en Grootlint in de Orde van Verdienste van de Bondsrepubliek Duitsland in 2009
- Four Freedoms Award in 2007
- William Oliver Baker Award in 2009